# Coreno Ausonio
Coreno Ausonio är en ort och kommun i provinsen Frosinone i regionen Lazio i Italien. Kommunen hade 1 602 invånare (2018).